# Шуба, Беатрис
Беатрис (Трикси) Шуба (нем. Beatrix Schuba, род. 15 апреля 1951, Вена) — австрийская фигуристка. Олимпийская чемпионка в одиночном катании (1972), двукратная чемпионка мира (1971, 1972), двукратная чемпионка Европы (1971, 1972), шестикратная чемпионка Австрии (1967—1972).

## Биография
В 1967 году дебютировала на чемпионате мира. Добивалась огромного преимущества в обязательных фигурах, что позволяло ей занять общее первое место, даже несмотря на низкое место в произвольной программе (например 9-е место на чемпионате мира в 1972 году).
Шуба — последняя фигуристка, которая за обязательные фигуры получила оценку выше пяти баллов. Перед каждой обязательной фигурой выпивала с напёрсток коньяку, что сохраняло пульс 60 уд./мин. при выполнении всех фигур, исполняла их абсолютно точно, хотя и очень медленно. Её победа на Олимпиаде-72 повлияла на решение ИСУ поменять систему судейства (в основном под давлением американцев, представительницы которых проигрывали в обязательных фигурах), ввести с сезона 1972/73 года короткую программу и снизить вес обязательных фигур.
Оставила любительское фигурное катание после сезона 1972/1973 года. После этого 6 лет выступала в профессиональных шоу «Ice Follies» и «Holiday on Ice».
В 2002 году она стала президентом австрийской Федерации фигурного катания.

## Спортивные достижения
| Соревнования/Сезон      | 1967 | 1968 | 1969 | 1970 | 1971 | 1972 |
| Зимние Олимпийские игры |      | 5    |      |      |      | 1    |
| Чемпионаты мира         | 9    | 4    | 2    | 2    | 1    | 1    |
| Чемпионат Европы        | 5    | 3    | 3    | 2    | 1    | 1    |
| Чемпионат Австрии       | 1    | 1    | 1    | 1    | 1    | 1    |